# William Hirons
William Hirons (Bloxham, Oxfordshire, 15 de juny de 1871 – Nottingham, 5 de gener de 1958) va ser un esportista anglès que va competir a principis del segle XX que destacà en les proves del joc d'estirar la corda.
El 1908 va prendre part en els Jocs Olímpics de Londres, on guanyà la medalla d'or en la prova del joc d'estirar la corda formant part de l'equip City of London Police.